# Monjavina

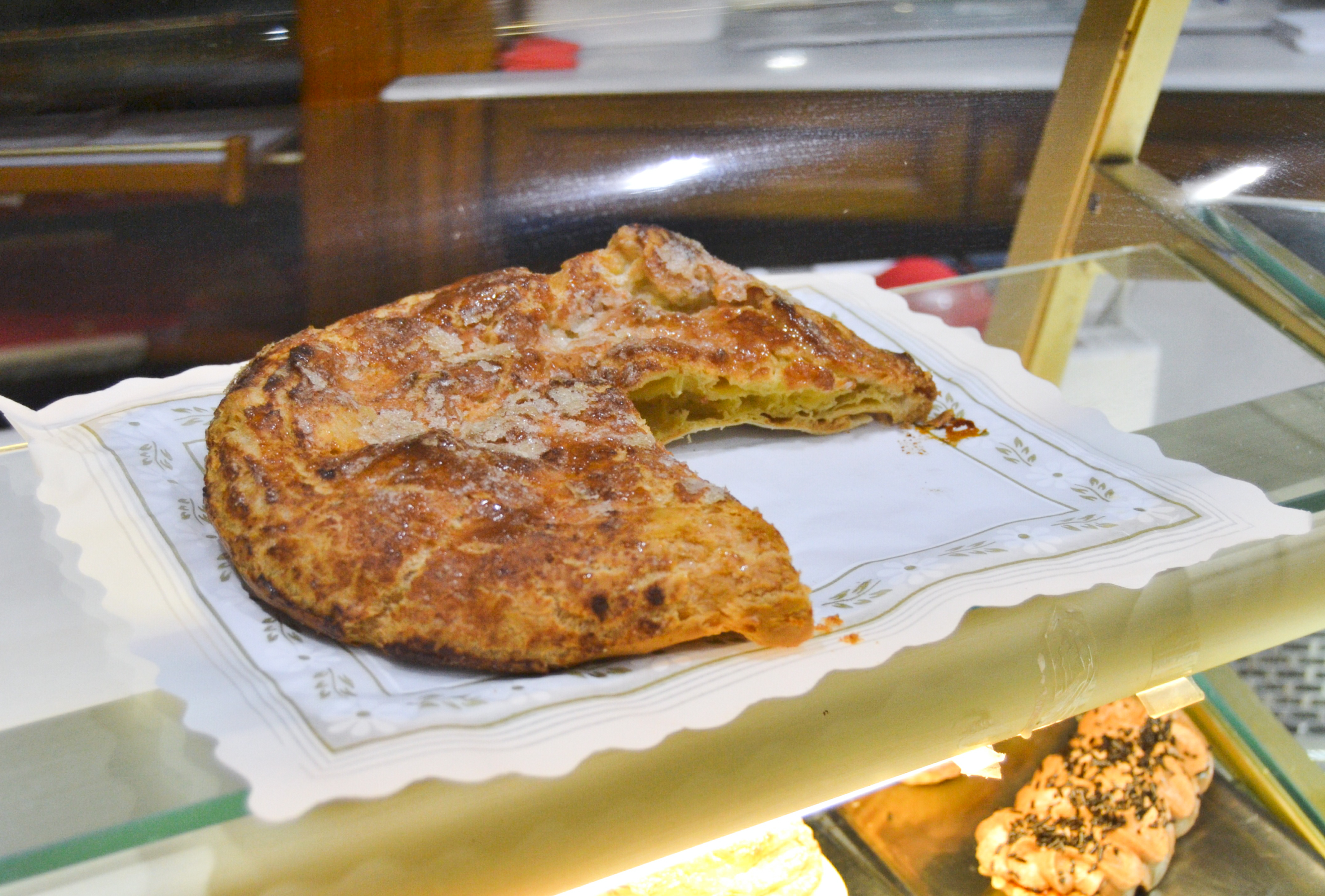
Una monjavina en una pastelería de Játiva.

La monjavina es un dulce de origen árabe característico de Játiva, y las comarcas valencianas de La Costera y el Valle de Albaida, en España. En valenciano puede recibir los nombres de "almoixàvena", "monxàvena", "monjàvena" o "almoxàvena". 
Se elabora con huevos, harina, aceite, vino, azúcar y canela y se cuece al horno. Tradicionalmente, los hornos solo la sirven el jueves, pues en origen era preparada el jueves de cuaresma. Es comida durante la temporada que va de San Antonio al Carnaval.